# Борис Арнаудов
Борис Арнаудов е български физик и университетски преподавател, професор в Софийския университет.

## Биография
Роден е на 16 август 1940 г. Средното си образование завършва в 22-ра гимназия в София. През 1966 г. се дипломира като физик със специалност „Полупроводници“ в Софийския университет.
Умира на 18 октомври 2020 г. в София.

### Кариера
Целият му трудов стаж преминава във Физическия факултет – от стажант научен сътрудник до професор в катедра „Физика на полупроводниците“. Кандидатската си дисертация защитава в Беларуския университет в Минск като задочен аспирант, а докторската по физически науки във Физическия факултет на Софийския университет. В периода 2003 – 2007 г. е заместник-декан на факултета. Ръководител е на научна лаборатория „Полупроводникови лазери“ в Лабораторията по Физика и техника на полупроводниците. Под негово ръководство са разработени епитаксиални технологии за израстване слоеве на базата на А3В5 полупроводници и изработване на светодиоди и лазери с хетеропреходи за приложението им в действащи оптоелектронни устройства.

### Научни интереси
Научноизследователската му дейност включва луминесцентни и електрофизични процеси в епитаксиални слоеве и излъчватели. В сътрудничество с международен екип има съществен принос в изясняване модела на късовълновите светодиоди, лазери и осветители на базата на галиев нитрид.